# Edgar Barens
Edgar Barens é um cineasta americano. Como reconhecimento, foi nomeado ao Oscar 2014 na categoria de Melhor Documentário em Curta-metragem por Prison Terminal: The Last Days of Private Jack Hall.